# Blackburnium hippopus
Blackburnium hippopus là một loài bọ cánh cứng trong họ Geotrupidae. Loài này được Macleay miêu tả khoa học năm 1888.